# 克拉 (洛特省)
克拉（法語：Cras）是法国洛特省的一个市镇，位于该省中部，属于卡奥尔区。该市镇总面积10.22平方公里，2009年时的人口为92人。

## 人口
克拉人口变化图示